# Besenbüren
Besenbüren is een gemeente en plaats in het Zwitserse kanton Aargau en maakt deel uit van het district Muri.
Besenbüren telt 577578 inwoners.